# Semmy Schilt
Sem "Semmy" Schilt (Rotterdam, 27 de Outubro de 1973) é um Karateca, kickboxer e lutador de artes marciais mistas neerlandês. Ele foi Campeão do Grand Slam Peso Pesado do Glory e quatro vezes (três consecutivas) Campeão do GP Mundial do K-1. Ele é o único lutador no K-1 a vencer três em seguida, e também divide com Ernesto Hoost o recorde de mais GPs ganhos, com quatro. Ele também competiu nas artes marciais mistas, lutando pelo Pride Fighting Championships, UFC e Pancrase.
Schilt é conhecido por usar seu enorme tamanho e alcance como vantagem, misturando com seus golpes de Ashihara Karate, evitando ser atingido enquanto acertava seus jabs e chutes frontais. Ele é o kickboxer peso pesado mais premiado na história, tendo conquistado cinco grandes torneios, e é amplamente considerado o melhor competidor de Kickboxing de todos os tempos. Em Janeiro de 2013, Schilt foi colocado como 1° peso pesado no mundo pelo LiverKick.com.

## Biografia
Schilt começou a praticar Kyokushin kaikan com oito anos, já que dois de seus parentes eram praticantes. Ele depois se mudou para Ashihara kaikan com doze anos e ganhou a faixa preta com dezoito.

## Títulos

### Kickboxing
- Glory
  - Campeão Peso Pesado do Glory (Uma vez; Primeiro)
  - Campeão Grand Slam Peso Pesado do Glory (2012)

- K-1
  - Título Super Pesado do K-1 (Uma vez; Primeiro; Último)
  - Campeão do Grand Prix Mundial do K-1 (2009)
  - Campeão do Grand Prix Mundial do K-1 (2007)
  - Campeão do Grand Prix Mundial do K-1 (2006)
  - Campeão do Grand Prix Mundial do K-1 (2005)
  - Campeão do Grand Prix Mundial em Paris (2005)

### Artes Marciais Mistas
- Pancrase
  - King of Pancrase no Peso Aberto (Uma vez)

### Caratê
- - 2 vezes Campeão do Daido Juku Hokutoki. peso aberto, 1996/1997
  - 2 vezes Campeão de Caratê Full contact Europeu IBK (International Budo Kai) (Regras de knockdown do caratê) 1995/1996
  - 3 vezes Campeão de Caratê Full contact Alemão IBK (International Budo Kai) (Regras de knockdown do caratê) 1993/1994/1995
- Finalista do Campeonato Aberto Britânico de Kyokushin de 1997

- Black Belt Magazine
  - Lutador do Ano de Full-Contact (2008)[10]
- Em 2013 Semmy Schilt foi oficialmente introduzido ao Hall da Fama Alemão de Artes Marciais da CBME's.
- Rank
  - 6° grau da faixa preta em Ashihara kaikan

## Cartel no MMA
| Cartel no MMA   |             |             |
| 41 lutas        | 26 vitórias | 14 derrotas |
| Por nocaute     | 14          | 2           |
| Por finalização | 10          | 6           |
| Por decisão     | 2           | 6           |
| Empates         | 1           | 1           |

| Res.    | Cartel  | Oponente                 | Método                           | Evento                                        | Data       | Round | Tempo | Local                       | Notas                                             |
| ------- | ------- | ------------------------ | -------------------------------- | --------------------------------------------- | ---------- | ----- | ----- | --------------------------- | ------------------------------------------------- |
| Vitória | 26–14–1 | Mighty Mo                | Finalização (triângulo)          | Dynamite!! 2008                               | 31/12/2008 | 1     | 5:17  | Saitama                     |                                                   |
| Vitória | 25–14–1 | Nandor Guelmino          | TKO (socos)                      | LOTR: Schilt vs. Guelmino                     | 12/01/2008 | 1     | 4:20  | Belgrado                    |                                                   |
| Vitória | 24–14–1 | Min Soo Kim              | Finalização (triângulo)          | Hero's 6                                      | 05/08/2006 | 1     | 4:47  | Tóquio                      |                                                   |
| Derrota | 23–14–1 | Sergei Kharitonov        | TKO (socos)                      | Pride Critical Countdown 2004                 | 20/06/2004 | 1     | 9:19  | Kobe                        |                                                   |
| Vitória | 23–13–1 | Gan McGee                | Finalização (chave de braço)     | Pride Total Elimination 2004                  | 25/04/2004 | 1     | 5:02  | Saitama                     | Classificou para o Pride Critical Countdown 2004. |
| Derrota | 22–13–1 | Josh Barnett             | Finalização (chave de braço)     | Inoki Bom-Ba-Ye 2003                          | 31/12/2003 | 3     | 4:48  | Kobe                        |                                                   |
| Derrota | 22–12–1 | Antônio Rodrigo Nogueira | Finalização (triângulo)          | Pride 23                                      | 24/11/2002 | 1     | 6:36  | Tóquio                      |                                                   |
| Derrota | 22–11–1 | Fedor Emelianenko        | Decisão (unânime)                | Pride 21                                      | 23/06/2002 | 3     | 5:00  | Saitama                     |                                                   |
| Vitória | 22–10–1 | Yoshihiro Takayama       | KO (socos)                       | Pride 18                                      | 23/12/2001 | 1     | 3:09  | Fukuoka                     |                                                   |
| Vitória | 21–10–1 | Masaaki Satake           | TKO (golpes)                     | Pride 17                                      | 03/11/2001 | 1     | 2:18  | Tóquio                      |                                                   |
| Vitória | 20–10–1 | Akira Shoji              | KO (tiro de meta)                | Pride 16                                      | 24/09/2001 | 1     | 8:19  | Osaka                       |                                                   |
| Derrota | 19–10–1 | Josh Barnett             | Finalização (chave de braço)     | UFC 32: Showdown in Meadowlands               | 29/06/2001 | 1     | 4:21  | East Rutherford, New Jersey |                                                   |
| Vitória | 19–9–1  | Pete Williams            | TKO (golpes)                     | UFC 31: Locked and Loaded                     | 04/05/2001 | 2     | 1:26  | Atlantic City, New Jersey   |                                                   |
| Empate  | 18–9–1  | Aleksei Medvedev         | Empate                           | 2H2H II Simply The Best                       | 18/03/2001 | 2     | 10:00 | Roterdã                     |                                                   |
| Vitória | 18–9    | Bob Schrijber            | Finalização Técnica (guilhotina) | It's Showtime - Exclusive                     | 22/10/2000 | 2     | 1:00  | Haarlem                     |                                                   |
| Vitória | 17–9    | Osami Shibuya            | TKO (socos)                      | Pancrase - 2000 Anniversary Show              | 24/09/2000 | 1     | 8:55  | Yokohama                    | Manteve o Título Peso Aberto do Pancrase.         |
| Vitória | 16–9    | Yoshihisa Yamamoto       | KO (joelhada e soco)             | Rings Holland: Di Capo Di Tutti Capi          | 04/06/2000 | 1     | 2:54  | Utrecht                     |                                                   |
| Vitória | 15–9    | Kazuo Takahashi          | TKO (golpes)                     | Pancrase - Trans 3                            | 30/04/2000 | 1     | 7:30  | Yokohama                    | Manteve o Título Peso Aberto do Pancrase.         |
| Vitória | 14–9    | Yuki Kondo               | Finalização (mata-leão)          | Pancrase - Breakthrough 10                    | 28/11/1999 | 1     | 2:28  | Osaka                       | Ganhou o Título Peso Aberto do Pancrase.          |
| Vitória | 13–9    | Ikuhisa Minowa           | Decisão (unânime)                | Pancrase - 1999 Anniversary Show              | 18/09/1999 | 1     | 15:00 | Tóquio                      |                                                   |
| Vitória | 12–9    | Katsuomi Inagaki         | Finalização                      | Pancrase - Breakthrough 8                     | 04/09/1999 | 1     | 8:23  | Sendai                      |                                                   |
| Vitória | 11–9    | Osami Shibuya            | Finalização                      | Pancrase - Breakthrough 7                     | 06/07/1999 | 1     | 12:06 | Tóquio                      |                                                   |
| Derrota | 10–9    | Gilbert Yvel             | KO (socos)                       | Rings Holland: The Kings of the Magic Ring    | 20/06/1999 | 2     | 4:45  | Utrecht                     |                                                   |
| Derrota | 10–8    | Yuki Kondo               | Decisão (pontos perdidos)        | Pancrase: Breakthrough 4                      | 18/04/1999 | 1     | 20:00 | Yokohama                    |                                                   |
| Vitória | 10–7    | Takafumi Ito             | Finalização (estrangulamento)    | Pancrase: Breakthrough 3                      | 09/03/1999 | 1     | 1:45  | Tóquio                      |                                                   |
| Vitória | 9–7     | Masakatsu Funaki         | KO (soco no corpo)               | Pancrase - 1998 Anniversary Show              | 14/09/1998 | 1     | 7:13  | Tóquio                      |                                                   |
| Vitória | 8–7     | Guy Mezger               | TKO (golpes)                     | Pancrase - Advance 8                          | 21/06/1998 | 1     | 13:15 | Tóquio                      |                                                   |
| Vitória | 7–7     | Kazuo Takahashi          | TKO (golpes)                     | Pancrase - Advance 6                          | 12/05/1998 | 1     | 5:44  | Yokohama                    |                                                   |
| Vitória | 6–7     | Jason Godsey             | TKO (corte)                      | Pancrase - Advance 5                          | 26/04/1998 | 1     | 1:47  | Yokohama                    |                                                   |
| Derrota | 5–7     | Masakatsu Funaki         | Decisão (pontos perdidos)        | Pancrase - Advance 4                          | 18/03/1998 | 1     | 15:00 | Tóquio                      |                                                   |
| Derrota | 5–6     | Satoshi Hasegawa         | Finalização                      | Pancrase - Advance 3                          | 06/02/1998 | 1     | 3:56  | Kobe                        |                                                   |
| Vitória | 5–5     | Minoru Suzuki            | KO (joelhada)                    | Pancrase - Advance 1                          | 16/01/1998 | 1     | 9:52  | Tóquio                      |                                                   |
| Derrota | 4–5     | Yuki Kondo               | Decisão (unânime)                | Pancrase: Alive 7                             | 30/06/1997 | 1     | 20:00 | Fukuoka                     |                                                   |
| Vitória | 4–4     | Takaku Fuke              | Finalização                      | Pancrase: Alive 5                             | 24/05/1997 | 1     | 8:59  | Kobe                        |                                                   |
| Vitória | 3–4     | Kazuo Takahashi          | TKO                              | Pancrase: Alive 3                             | 22/03/1997 | 1     | 7:00  | Nagoya                      |                                                   |
| Derrota | 2–4     | Masakatsu Funaki         | Finalização (toe hold)           | Pancrase: Alive 2                             | 22/02/1997 | 1     | 5:47  | Chiba                       |                                                   |
| Derrota | 2–3     | Guy Mezger               | Decisão (pontos perdidos)        | Pancrase: Alive 1                             | 17/01/1997 | 1     | 20:00 | Tóquio                      |                                                   |
| Vitória | 2–2     | Osami Shibuya            | Decisão (majoritária)            | Pancrase - Truth 10                           | 15/12/1996 | 1     | 10:00 | Tóquio                      |                                                   |
| Derrota | 1–2     | Ryushi Yanagisawa        | Finalização                      | Pancrase - Truth 7                            | 28/10/1996 | 1     | 0:51  | Nagoya                      |                                                   |
| Derrota | 1–1     | Yuki Kondo               | Decisão (dividida)               | Pancrase - 1996 Neo-Blood Tournament, Round 1 | 22/07/1996 | 1     | 10:00 | Tóquio                      |                                                   |
| Vitória | 1–0     | Manabu Yamada            | Finalização (mata-leão)          | Pancrase - Truth 5                            | 16/05/1996 | 1     | 5:44  | Tóquio                      |                                                   |

## Ligações Externas
«Cartel Oficial no K-1» (em inglês)